# ボイニツェ城
ボイニツェ城（スロバキア語: Bojnický zámok, ハンガリー語: Bajmóci vár）はスロバキアのボイニツェにある中世の城郭である。12世紀に建てられたロマネスク様式の城館で、ゴシックやルネサンスの要素も含んでいる。ボイニツェ城はスロバキアで最も観光客の多い城の1つで、毎年何十万人もの観光客が訪れ、ファンタジーやおとぎ話などの映画でロケーション場所としても人気がある。

## 歴史
ボイニツェ城は、1113年、ゾボア寺院 (en:Zobor Abbey) の文書記録に初めて現れる。当初は木造の砦として建てられていたが、次第に石造に置き換えられ、外壁は岩場の凹凸に合わせて作られている。最初の城主はマシュー3世 (en:Matthew III Csák) で、1302年にハンガリーのヴァーツラフ3世 から譲り受けた。その後、15世紀にマーチャーシュ1世が所有し、1489年にその庶子であるコルヴィン・ヤーノシュに譲り渡されたが、マーチャーシュはボイニツェを訪れるのが好きで、勅命もここで起草していた。今では「マーチャーシュ王のリンデンの木」として有名なリンデンの木の下で口述による勅命を作成していた。マーチャーシュ王の死後、城はザポヤイ家の所有となった。ハンガリー北部で最も富裕であったトゥルゾー家が1528年にこの城を取得し、大規模な改築を行い、ルネッサンス期の城郭に生まれ変わった。1646年から城の所有者はパルフィー家となり、改築は続けられた。
最後の著名な城主はパルフィー家のJános Ferenc Pálffy (1829-1908)である。彼は1888年から1910年にかけて、複合的なロマンス風の改築を行い、フランスのロワール渓谷にある城郭のような、現在見られる外観となった。彼は単なる城の所有者だけでなく、建築家でグラフィックデザイナーでもあり、骨董品、タペストリー、デッサン、絵画、彫刻の収集家としては当代随一であった。彼の死後、相続争いが続き、城から多くの貴重な芸術品が売りさばかれた。その後、1939年2月25日に、城館と温泉施設、周辺一帯は、チェコの起業家ヤン・アントニン・バタ（靴メーカー「Bata」のオーナー）に売却された。
1945年にチェコスロバキア政府によってバタの財産が没収された後、城はいくつかの政府機関の所在地となった。1950年5月9日に城内で火災が発生したが、国費で再建された。この後、ネオ・スタイル時代の資料・展示に特化した博物館が開館した。ボイニツェ博物館は現在、スロバキア国立博物館の一部となっている。

## 解説
この城は、おとぎ話や国際的な幽霊と精霊のフェスティバル、夏の音楽祭などのアトラクションで有名となっている。そのロマンチックな外観から、 「Fantaghirò」 シリーズなどのファンタジー映画の撮影地としても人気があり、スロバキアで随一の博物館でもあり、多くの映画のロケ地となったことから2006年には約20万人の観光客が訪れた。

## 公園化

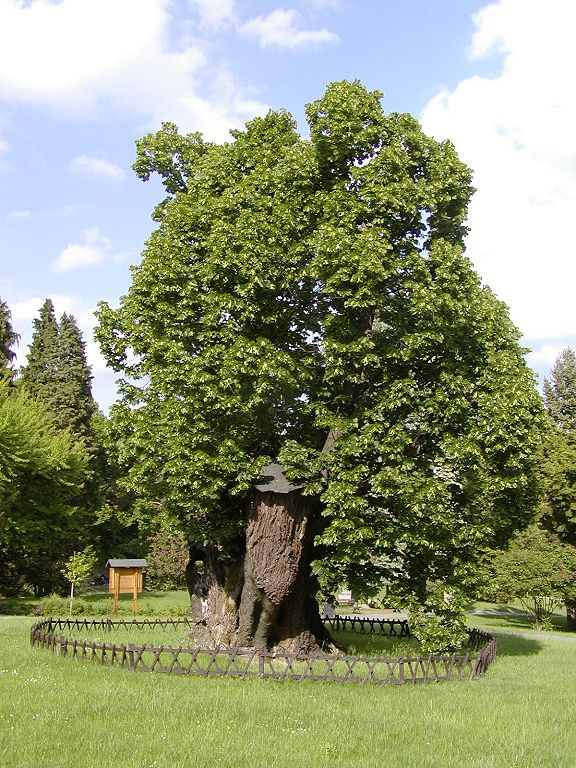
マーチャーシュ王のリンデンの木

樹齢約700年のマーチャーシュ王のリンデンの木は、スロバキアで記録に残る最古の木の一つである。
ボイニツェ城公園には多種多様なの木が植えられ、スロバキアで最も古く、最も訪問者の多い動物園の一つであるボイニツェ動物園も敷地内にある。公園は、ストラゾフ山脈 (en:Strážov Mountains.) の森林公園に続いている。

## ギャラリー

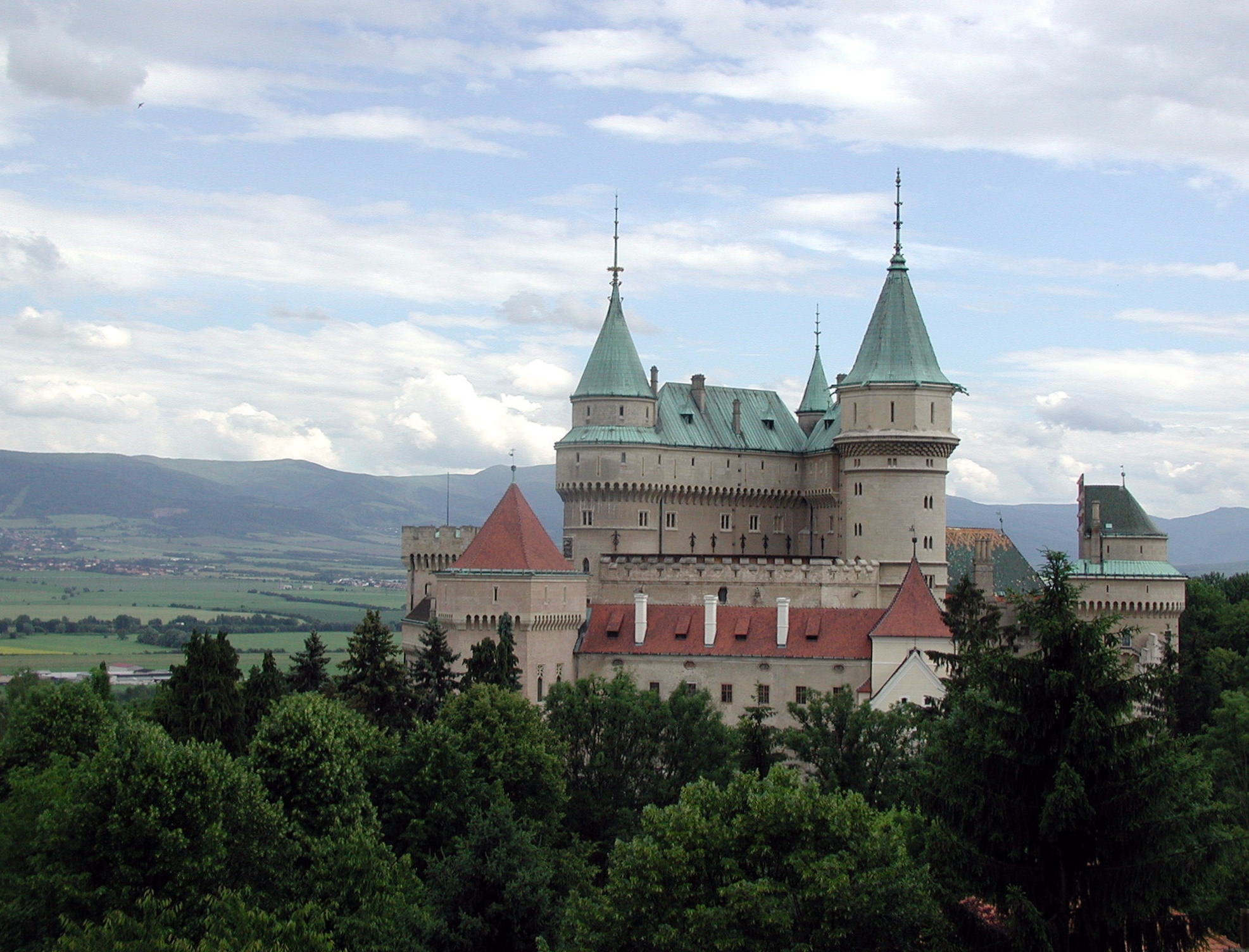
ボイニツェ城, 2004
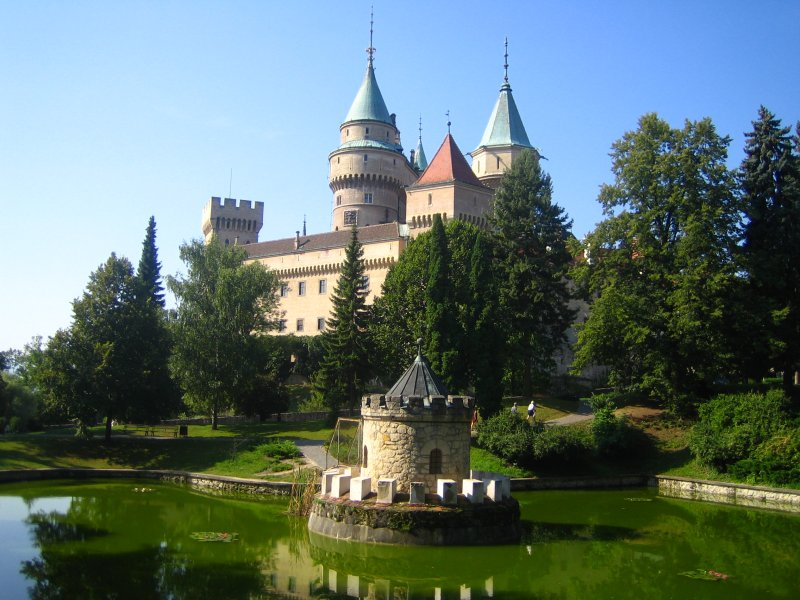
ボイニツェ城, 2007
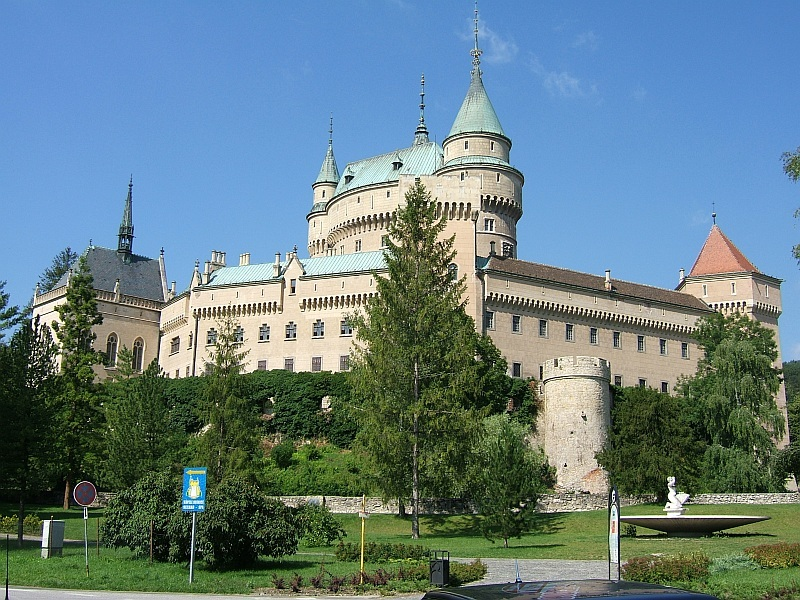
ボイニツェ城
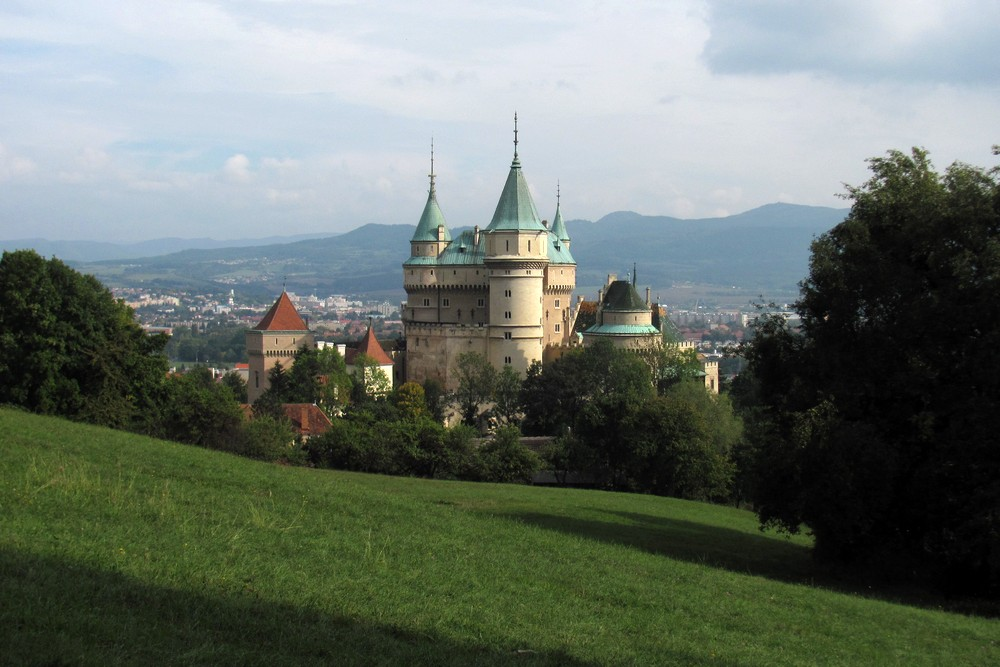
西方からのボイニツェ城
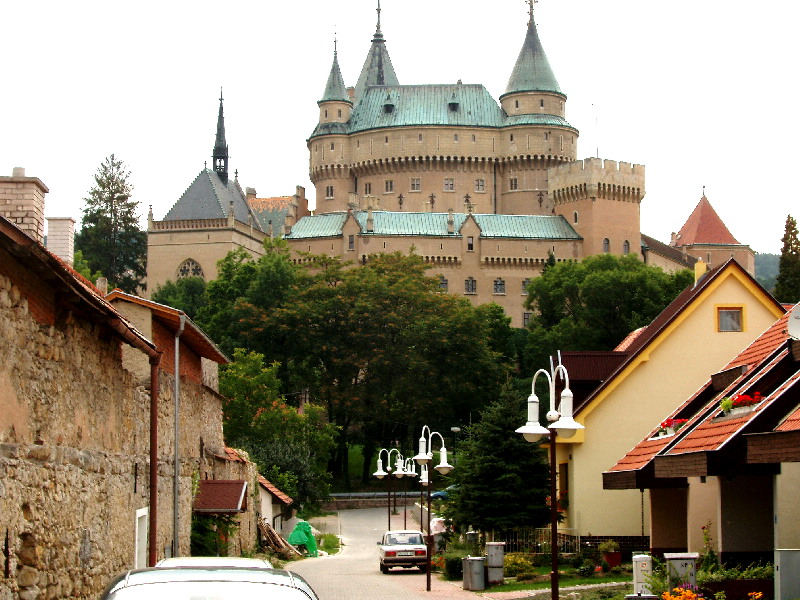
町から見たボイニツェ城
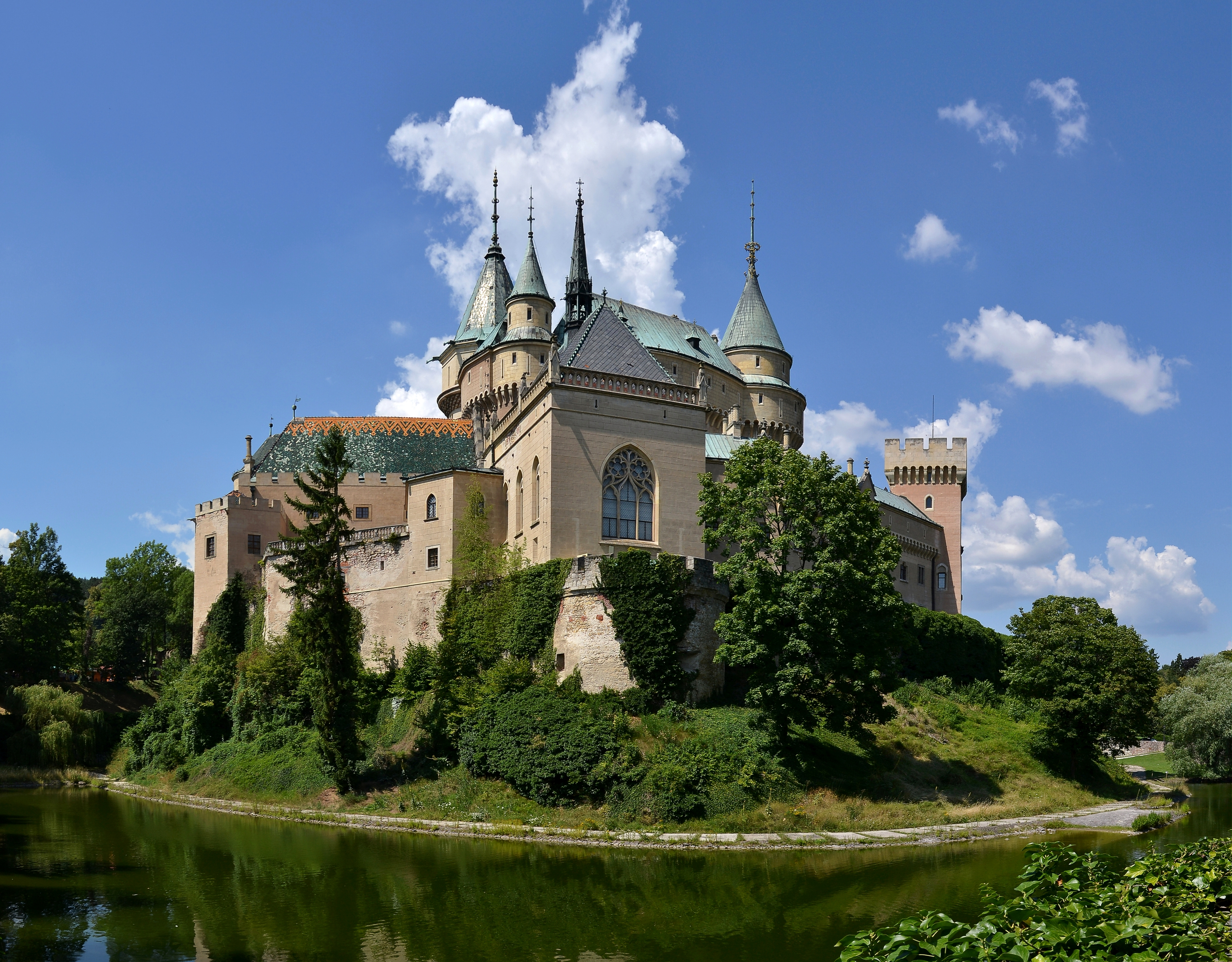
ボイニツェ城, 2014
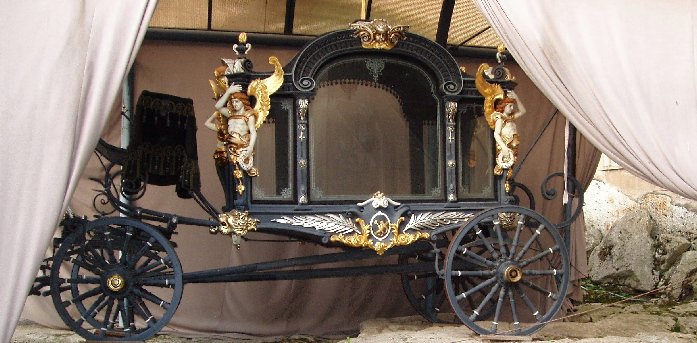
城内に展示されているパルフィー家の葬送馬車